# Mockingboard

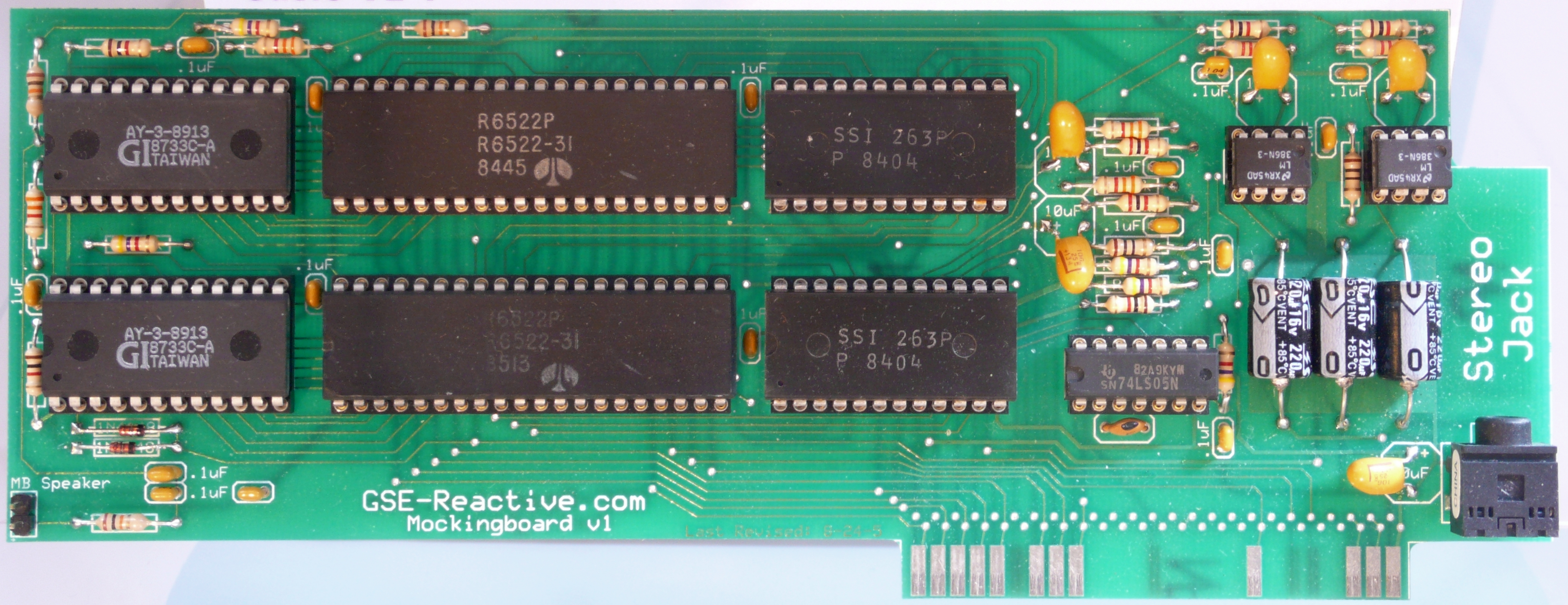
Een Mockingboard A.

De Mockingboard was een geluidskaart voor de Apple II-microcomputerfamilie, gemaakt door Sweet Micro Systems. De standaard Apple II-machines hadden nooit echt goed geluid, zeker niet in vergelijking met concurrenten zoals de Commodore 64 met SID-chip. Met uitzondering van de Apple_IIGS, kon een Apple II-programmeur enkel klikken zenden naar de speaker. De Mockingboard liet programmeurs toe om complex, hoog-kwalitatief geluid te verzenden via zijn gespecialiseerde hardware. De Mockingboard vereiste externe luidsprekers en kon dus geen gebruik maken van Apples ingebouwde speakers.
De Mockingboard was in verschillende modellen beschikbaar, ofwel voor de slot-gebaseerde Apple II / Apple II Plus / Apple IIe-systemen of in een speciaal model voor de Apple IIc. Geluid werd gegenereerd door één of meer AY-3-8910 of compatibele geluidschips, waarbij één chip drie blokgolfsynthesekanalen bood. De borden konden ook met een optionele spraakchip uitgerust worden (een Votrax SC-01 of compatibele).
Sommige softwareproducten ondersteunden meer dan één Mockingboard. Ultima V ondersteunde bijvoorbeeld twee borden, voor 12 stemmen in totaal.
Applied Engineering had een geluidskaart die compatibel was met de Mockingboard, namelijk de Phasor. Deze had vier geluidschips en bood dus 12 audiokanalen.

## Modellen
Vroege modellen:
- Sound I: één AY-3-8910 chip voor drie audiokanalen
- Speech I: één SC-01 chip
- Sound II: twee AY-3-8910 chips voor zes audiokanalen
- Sound/Speech I: één AY-3-8910 en één SC-01

Latere modellen:
- Mockingboard A: twee AY-3-8910 chips voor zes audiokanalen
- Mockingboard B: spraakchip-upgrade voor Mockingboard A
- Mockingboard C: twee AY-3-8910 en één SC-01 (in essentie een Mockingboard A met de upgrade voorgeïnstalleerd)
- Mockingboard D: enkel voor Apple IIc